# Amomum bulusanense
Amomum bulusanense är en enhjärtbladig växtart som beskrevs av Adolph Daniel Edward Elmer. Amomum bulusanense ingår i släktet Amomum och familjen Zingiberaceae. Inga underarter finns listade i Catalogue of Life.